# Austroasca emeljanovi
Austroasca emeljanovi är en insektsart som först beskrevs av Mitjaev 1963.  Austroasca emeljanovi ingår i släktet Austroasca och familjen dvärgstritar.
Artens utbredningsområde är Kazakstan. Inga underarter finns listade i Catalogue of Life.